# 시모키이촌
시모키이촌(下城井村)은 후쿠오카현 쓰이키군·지쿠조군에 있던 촌이다. 현재의 지쿠조정에 해당한다.

## 역사
- 1889년 4월 1일 - 정촌제 시행에 의해 고게군 니시요시토미촌이 성립하였다.
- 1896년 4월 1일 - 지쿠조군이 되었다.
- 1955년 4월 1일 - 가미키이촌, 쓰이키촌과 합병해 쓰이키정이 성립, 동일 시모키이촌은 폐지되었다.

## 참고문헌
- 『市町村名変遷辞典』東京堂出版、1990年。